# Ayod
Ayod ist der Hauptort des gleichnamigen Ayod  County (Yod County, Gawaar Land) im Bundesstaat Jonglei im Südsudan. Die Bevölkerung besteht hauptsächlich aus Gawaar Nuer mit den Clans Chieng-Kapel, Bhaang, Chieng-Thony, Chieng-Nyadakuon, Jithiep, Chieng-Pear und Chieng-Nyaiguak. Im Unabhängigkeitsreferendum im Südsudan 2011 war das Ergebnis einstimmig für die Unabhängigkeit vom Sudan.

## Geographie
Der Ort liegt als Streusiedlung in der Ebene auf einer Höhe von 411 m. Es gibt die benannten Siedlungen Bul und Rual sowie den Ayod Airstrip. In der Umgebung liegen die Orte Fankur (W) mit dem Wasserloch Kamil, Fagui (SO) und Dorweng (S).

## Gesundheit
Eine Studie in Ayod im Dezember 1994 fand bei 156 von 759 untersuchten Personen (20,6 %) Erkrankungen durch den Medinawurm (Guinea worm). Die so genannte Dracontiasis wird durch verunreinigtes Trinkwasser verursacht und kann durch eine Versorgung mit sauberem Trinkwasser verhindert werden.
Bakterienerkrankungen der Augen, Trachom, sind extrem weit verbreitet.
Im Februar 2011 wurde berichtet, dass das County von einer schweren Wasserknappheit betroffen war.
Dies wurde verursacht durch eine Kombination von ausbleibendem Regen, eine wachsende Zahl an Heimkehrern und das Versagen der Behörden die 10 vorhandenen Brunnen zu reparieren.

## Sicherheitsprobleme
2004 gab es Zusammenstöße zwischen den Padang und den Ciendool von Cienthoony aus dem Stamm der Gawaar Nuer in Ayod County. 35 Menschen starben in drei verschiedenen Kämpfen. Die Ursache war nicht klar ersichtlich, aber es handelte sich offenbar um einen Disput um Weiderechte für Rinder auf den Community Lands.
Im Februar 2011 kam es zu Gefechten in Ayod County zwischen Einheiten der Sudan People’s Liberation Army und bewaffneten Unterstützern von General George Athor Deng Dut. George Athor hatte im April 2010 die Gouverneurswahlen für den Bundesstaat Jonglei verloren und Funktionäre der SPLM beschuldigt, die Ergebnisse zu Gunsten von Kuol Manyang Juuk, dem gewählten Gouverneur, gefälscht zu haben. Mindestens 20 Personen starben.
Im Mai 2011 führten Unbekannte in Kuanydeng im Gebiet von Ayod South einen großen Viehraub durch. Eine große Viehherde wurde geraubt. Sechs Personen starben im Verlauf des Überfalls, drei davon waren Angreifer. 
Der Minister of Law Enforcement von Jonglei, Gabriel Duop Lam, berichtete, dass die Angreifer durch das Fehlen der unteren Schneidezähne und durch Schmucknarben als Angehörige der Murle gekennzeichnet seien. Die Attacke folgte auf einen viel größeren Raub im vorangegangenen Monat durch Lou Nuer bei den Murle in Pibor County. In diesem Überfall starben 400 Menschen.  
Kuanydeng liegt im Süden des County, in der Nähe zur Grenze mit dem Duk County. Laut Berichten wurden die gestohlenen Rinder zwischen Duk und Pajut hindurchgetrieben und bewegten sich in Richtung Pibor. Die Polizei war nicht im Stande, den Viehtrieb aufzuhalten, da es an Wagen, geschweig denn Helikoptern fehlte, um die Verfolgung aufzunehmen.
2016 kam es zu Gefechten mit Aufständischen. Die Sudan People’s Liberation Movement-in-Opposition (SPLM-IO) wurde beschuldigt, Zivilisten getötet zu haben.

## Persönlichkeiten
- Riek Machar, der erste Vizepräsident des Südsudan, ist der 26. Sohn des Häuptlings von Ayod und Leer.[12]